# Amapá
Amapá är en delstat i norra Brasilien mellan Amazonflodens delta och Franska Guyana. Delstaten är 142 829 km² stor, består mest av regnskog och är med cirka 750 000 invånare den näst minst befolkade delstaten i landet. Ungefär 75 procent av delstatens invånare bor i storstadsområdet runt delstatens huvudstad Macapá och dess grannstad Santana. Amapá blev brasiliansk delstat den 5 oktober 1988. i samband med införandet av Brasiliens nya konstitution. Staten har 0,4% av den brasilianska befolkningen och producerar 0,22% av landets BNP.